# Nea Salamina Famagouste
Maillots
Actualités
Dernière mise à jour : 20 janvier 2025.
Le Athlitikó Somatío Néa Salamís Famagouste (en grec moderne : Αθλητικό Σωματείο Νέα Σαλαμίς Αμμοχώστου), plus couramment abrégé en Néa Salamína Famagouste (en grec moderne : Νέα Σαλαμίνα Αμμοχώστου), est un club chypriote de football fondé en 1948 et basé dans la ville de Famagouste.
À la suite de l'occupation militaire turque de cette ville, l'équipe joue dans la partie non occupée de Larnaca. Le sponsor du club est Meridian.

## Historique
Le nom du club fait référence à la cité antique de Salamine de Chypre.
- 1948 : fondation du club
- 1990 : 1re participation à une Coupe d'Europe (C2, saison 1990/91)

## Bilan sportif

### Palmarès
| \| - Coupe de Chypre (1) : - Vainqueur : 1989-1990. - Finaliste : 1965-1966 et 2000-2001. - Supercoupe de Chypre (1) : - Vainqueur : 1989-1990. \| \| - Championnat de Chypre de deuxième division (4) : - Champion : 1954-55, 1979-80, 2001-02 et 2003-04. - Vice-champion : 1953-1954, 2010-2011 et 2021-2022. \| |  | |
| - Coupe de Chypre (1) : - Vainqueur : 1989-1990. - Finaliste : 1965-1966 et 2000-2001. - Supercoupe de Chypre (1) : - Vainqueur : 1989-1990. |  | - Championnat de Chypre de deuxième division (4) : - Champion : 1954-55, 1979-80, 2001-02 et 2003-04. - Vice-champion : 1953-1954, 2010-2011 et 2021-2022. |

### Bilan européen
Légende
- Victoire ou qualification pour le tour suivant
- Match nul
- Défaite ou élimination de la compétition

Note : dans les résultats ci-dessous, le score du club est toujours donné en premier.
| Saison    | Compétition      | Tour                | Club                | Domicile | Extérieur | Total     |
| --------- | ---------------- | ------------------- | ------------------- | -------- | --------- | --------- |
| 1990-1991 | Coupe des coupes | Seizièmes de finale | Aberdeen FC         | 0 - 2    | 0 - 3     | 0 - 5     |
| 1995      | Coupe Intertoto  | Groupe 7            | OFI Crète           | N/A      | 1 - 2     | Troisième |
| 1995      | Coupe Intertoto  | Groupe 7            | Tervis Pärnu        | 2 - 0    | N/A       | Troisième |
| 1995      | Coupe Intertoto  | Groupe 7            | Budućnost Podgorica | N/A      | 1 - 1     | Troisième |
| 1995      | Coupe Intertoto  | Groupe 7            | Bayer Leverkusen    | 0 - 2    | N/A       | Troisième |
| 1997      | Coupe Intertoto  | Groupe 3            | FC Lausanne-Sport   | N/A      | 1 - 4     | Quatrième |
| 1997      | Coupe Intertoto  | Groupe 3            | Ards FC             | 4 - 1    | N/A       | Quatrième |
| 1997      | Coupe Intertoto  | Groupe 3            | Royal Antwerp       | N/A      | 0 - 4     | Quatrième |
| 1997      | Coupe Intertoto  | Groupe 3            | AJ Auxerre          | 1 - 10   | N/A       | Quatrième |
| 2000      | Coupe Intertoto  | Premier tour        | Vllaznia Shkodër    | 4 - 1    | 2 - 1     | 6 - 2     |
| 2000      | Coupe Intertoto  | Deuxième tour       | Austria Vienne      | 1 - 0    | 0 - 3     | 1 - 3     |

## Personnalités du club

### Présidents
- Andreas Paraskeva
- Paraskevas Andreou
- Thoúkis Thoukydídis

### Entraîneurs
- Michael Daniel Sialic (1948 - 1949)
- Ruben Perperian (1949)
- Gkilli (1950)
- Kostakis Antoniades (1950 - 1951)
- Kostas Eleftheriou (1951)
- Henderson (1952)
- Kostakis Antoniades (1952 - 1953)
- Costas Vasileiou (1953 - 1955)
- Kostas Tsiges (1955 - 1957)
- Gyula Zsengellér (1957 - 1959)
- Nikis Georgiou (1959 - 1961)
- Costas Vasileiou (1961 - 1962)
- Nikis Georgiou (1962 - 1964)
- Costas Vasileiou (1964 - 1965)
- Kostakis Antoniades (1965 - 1967)
- Stoyan Petrov (1967 - 1968)
- Andreas Fokkis (1968 - 1969)
- Pambos Avraamides (1969 - 1971)
- Sima Milovanov (1971 - 1973)
- Maurikios Aspros (1973 - 1974)
- Maurikios Aspros (1974 - 1975)
- Andreas Konteatis /  Nikis Georgiou (1974 - 1975)
- Kostakis Antoniades (1975 - 1977)
- Spiro Debarski (1977 - 1980)
- Jozef Jankech (1980 - 1982)
- Andreas Mouskallis (1983)
- Mario Buzek (1983 - 1984)
- Milan Máčala (1984 - 1986)
- Andreas Mouskallis (1986 - 1990)
- Bozhil Kolev (1990 - 1991)
- Jerzy Engel (1991 - 1994)
- Momčilo Vukotić (1994 - 17 mai 1995)
- Boris Nikolov (1 juin 1995 - 12 décembre 1995)
- Jerzy Engel (28 décembre 1995 - 17 mai 1996)
- Slobodan Karalits (14 mai 1996 - 6 janvier 1998)
- Lucas Kotrofos (6 janvier 1998 - 16 mars 1998)
- Michael Urukalo (16 mars 1998 - 10 mai 1998)
- Andreas Mouskallis (10 mai 1998 - 13 mai 1999)
- Slobodan Vučeković (13 mai 1999 - 26 février 2001)
- Zlatko Krmpotić (27 février 2001 - 18 mars 2001)
- Andreas Kissonergis (19 mars 2001 - 31 mai 2001)
- Takis Antoniou (10 juin 2001 - 7 janvier 2003)
- Georgi Vasilev (11 janvier 2003 - 14 mars 2003)
- Panicos Orphanides (16 mars 2003 - 6 avril 2005)
- Imre Gellei (10 juin 2005 - 24 octobre 2005)
- Andreas Michaelides (24 octobre 2005 - 5 novembre 2006)
- Nikos Andronikou (7 novembre 2006 - 4 mai 2007)
- Georgios Kostikos (7 mai 2007 - 28 octobre 2007)
- Panicos Orphanides (7 novembre 2007 - 5 novembre 2008)
- Savvas Constantinou (17 novembre 2008 - 31 décembre 2008)
- Michael Hadjipieris (5 janvier 2009 - 20 avril 2009)
- Attila Supka (21 avril 2009 - 1 novembre 2009)
- Mirko Mihić (3 novembre 2009 - 22 décembre 2009)
- Nir Klinger (30 décembre 2009 - avril 2010)
- Nedim Tutić (21 avril 2010 - 17 octobre 2010)
- Stephen Constantine (18 octobre 2010 - 31 mai 2012)
- Nicos Andreou (28 juin 2012 - 18 novembre 2012)
- Mirsad Jonuz (21 novembre 2012 - 31 mai 2013)
- Apostolos Charalampidis (19 juin 2013 - 7 septembre 2013)
- Dimitris Kalaitzidis (11 septembre 2013 - 15 janvier 2014)
- Neophytos Larkou (16 janvier 2014 - 16 décembre 2014)
- Níkos Panayiótou (16 décembre 2014 - 4 mai 2015)
- Floros Nicolaou (5 mai 2015 - 6 juin 2015)
- Jan de Jonge (19 juin 2015 - 22 avril 2016)
- Eugen Neagoe (7 mai 2016 - 19 septembre 2016)
- Staikos Vergetis (20 septembre 2016 - 6 mars 2017)
- António Conceição (16 mars 2017 - 23 mai 2017)
- Liasos Louka (6 juin 2017 - 17 octobre 2017)
- Sávvas Poursaïtídis (18 octobre 2017 - ?)
- Pampos Christodoulou

### Anciens joueurs
- Julian Gray
- Vincent Créhin
- Aloïs Confais

## Galerie photo

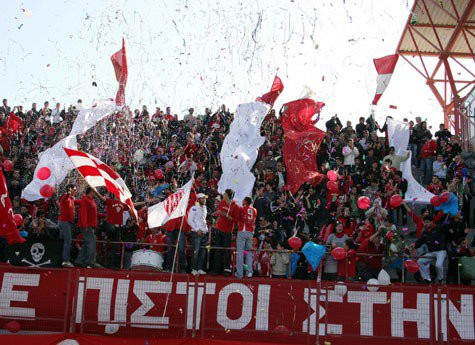
Supporters du Nea Salamina
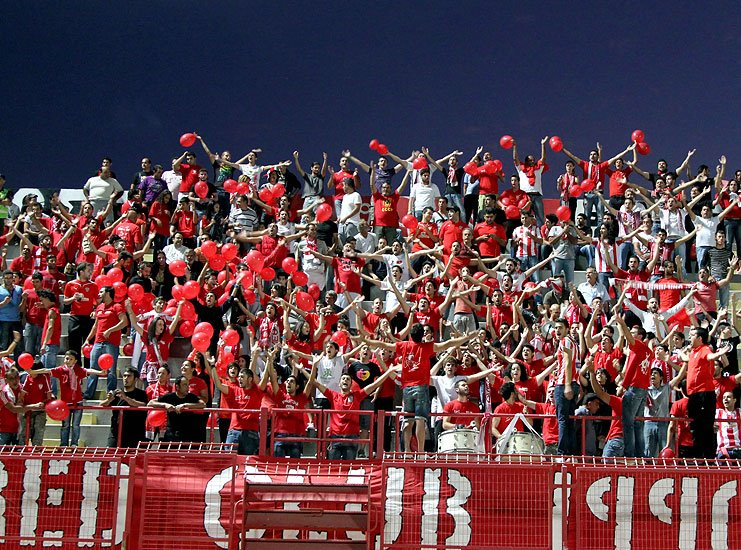
Supporters du Nea Salamina
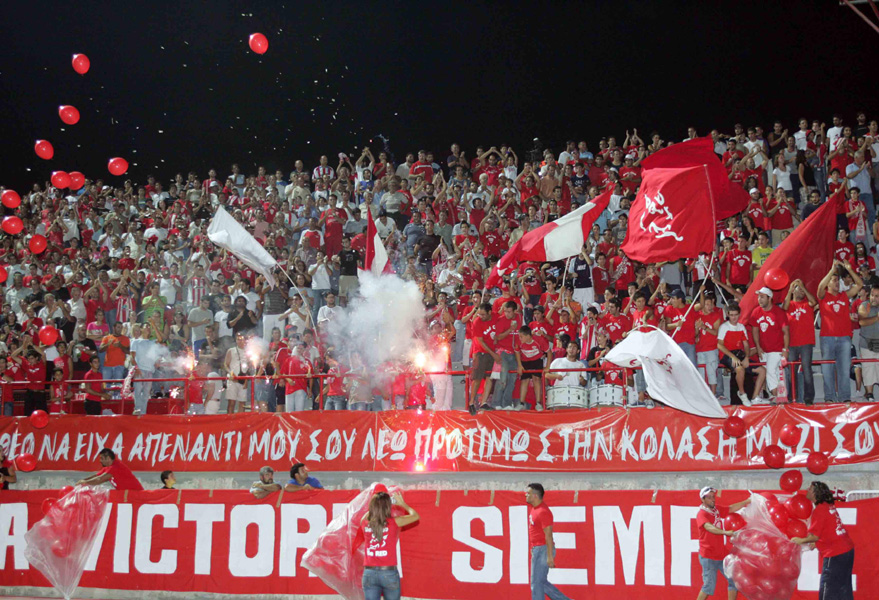
Supporters du Nea Salamina
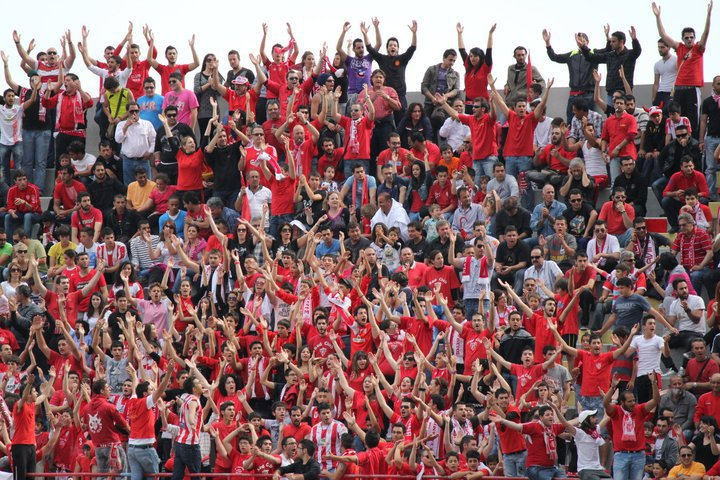
Supporters du Nea Salamina
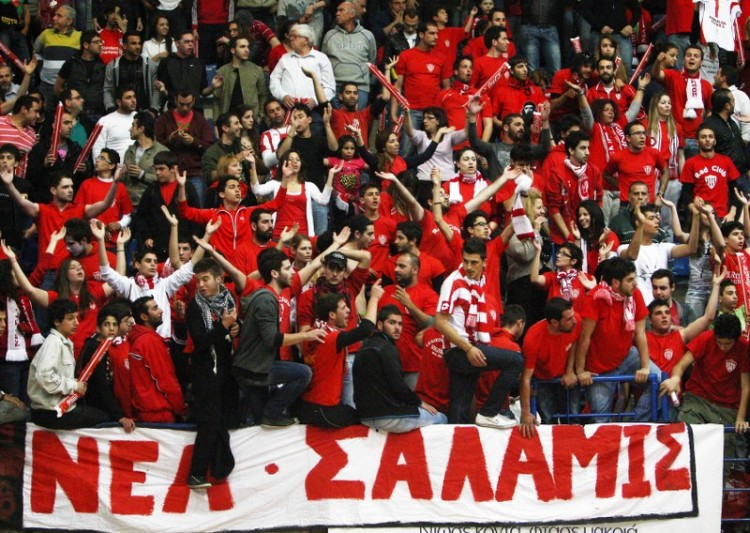
Supporters du Nea Salamina
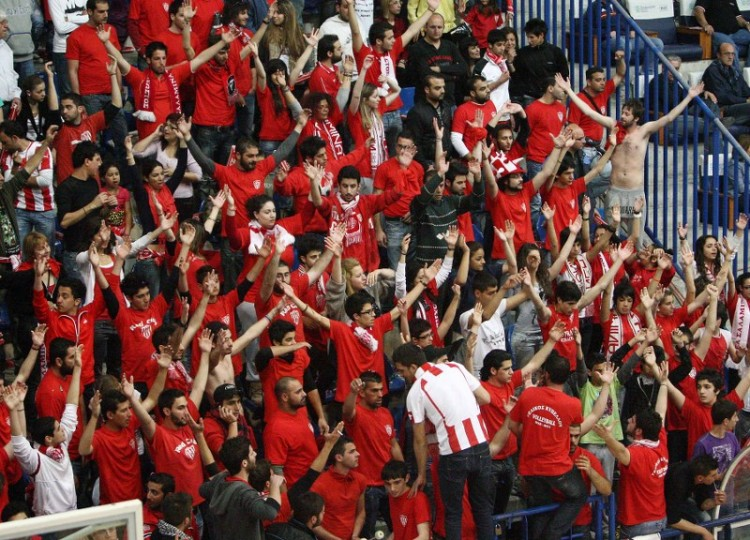
Supporters du Nea Salamina
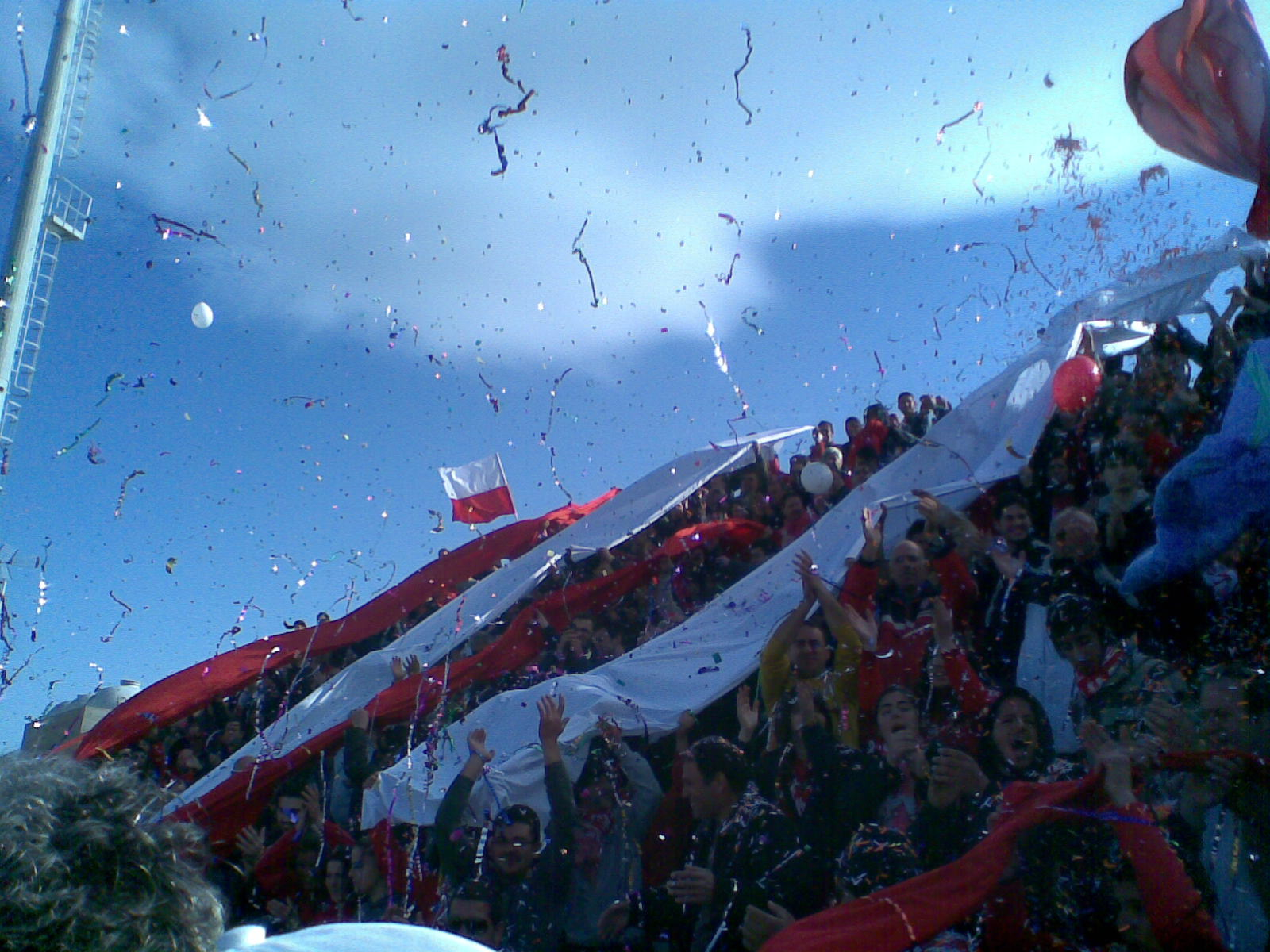
Supporters du Nea Salamina
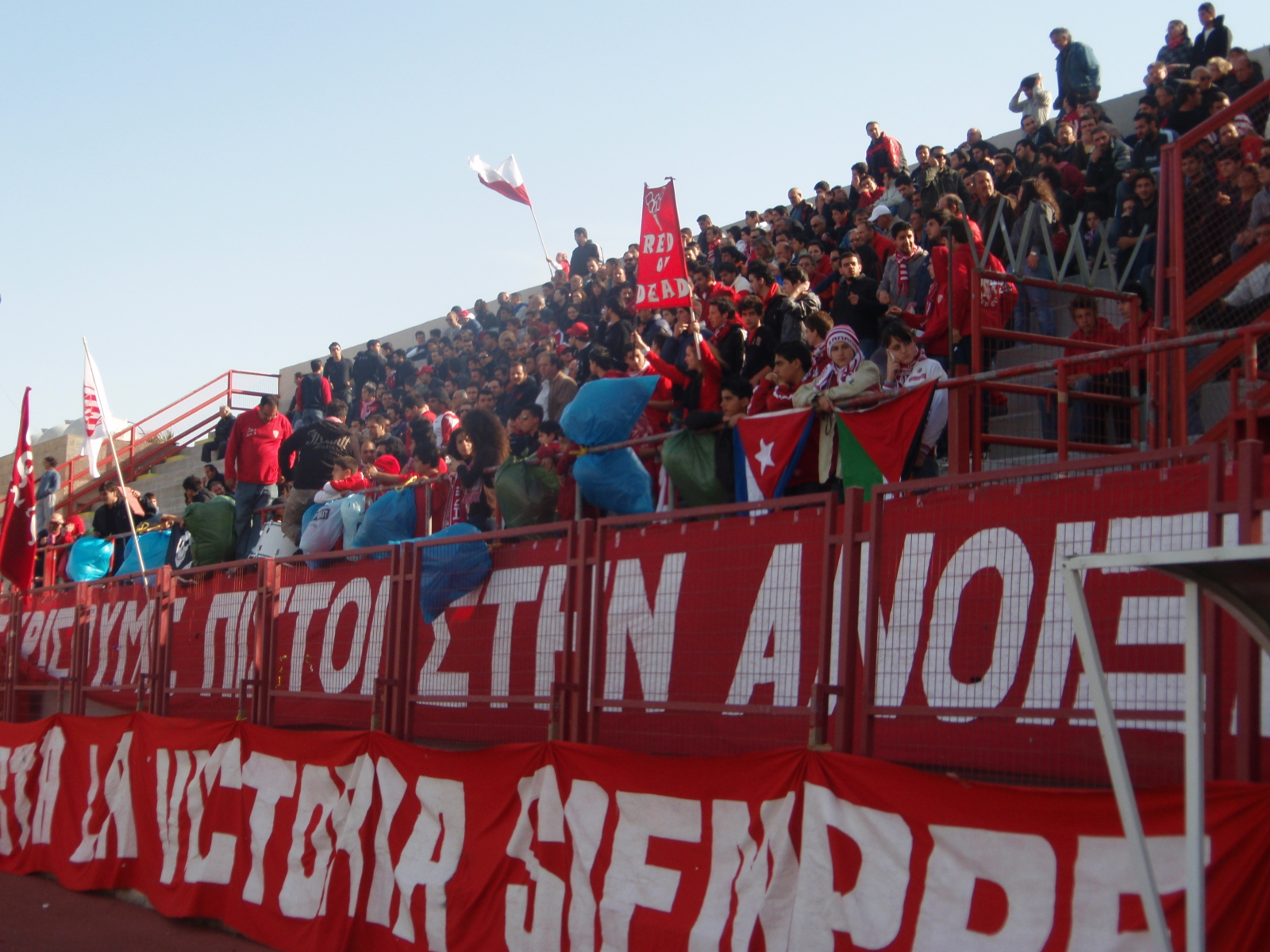
Supporters du Nea Salamina
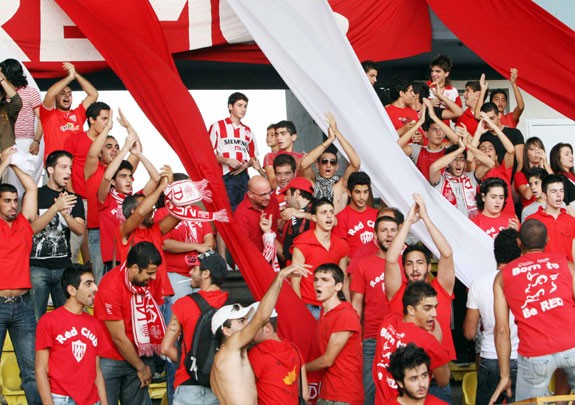
Supporters du Nea Salamina
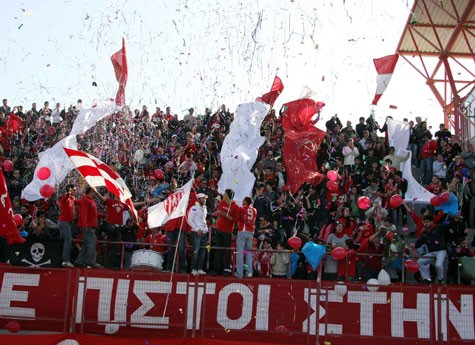
Supporters du Nea Salamina
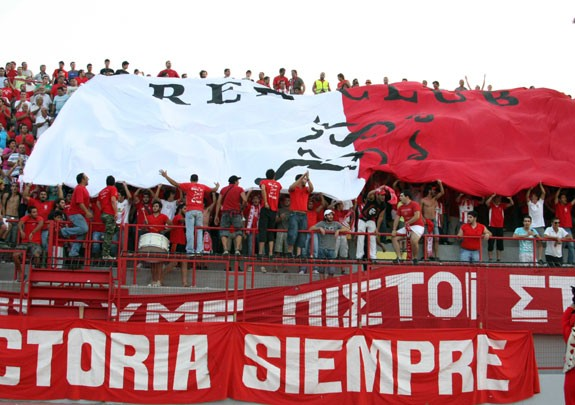
Supporters du Nea Salamina
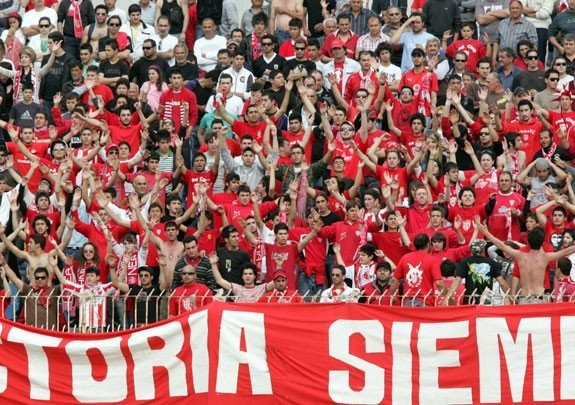
Supporters du Nea Salamina